# Benny Begin
Ze'ev Binjamin „Benny“ Begin (hebrejsky זאב בנימין „בני” בגין‎, narozen 1. března 1943 Jeruzalém) je izraelský politik a syn bývalého izraelského premiéra Menachema Begina.

## Biografie
Původním povoláním geolog byl Begin zvolen ve volbách v roce 1988 za stranu Likud do Knesetu. V roce 1993 se po odchodu Jicchaka Šamira z vedení strany ucházel o předsednický post, ale byl poražen Benjaminem Netanjahuem. V Netanjahuově vládě zastával od roku 1996 post ministra pro vědu, ale o rok později na protest proti Hebronskému protokolu rezignoval.
Následně vedl tvrdé pravicové stoupence Likudu v touze po obnově politické strany Cherut založené jeho otcem. S plnou podporou bývalého premiéra Šamira založil Cherut - Národní hnutí, které se oddělilo od Likudu, aby se připojilo k jiným pravicovým stranám za účelem vytvoření aliance proti dohodám z Osla – Národní jednotu. Národní jednota však ve volbách do Knesetu v roce 1999 získala pouhé čtyři mandáty, načež se Begin svého mandátu vzdal a opustil politiku. Od té doby vede stranu Micha'el Kleiner. Po odchodu z politiky se Begin vrátil ke své vědecké a učitelské kariéře a byl jmenován ředitelem geologického průzkumu. K politice se znovu vrátil v listopadu 2008, kdy oznámil návrat do Likudu. V parlamentních volbách v únoru 2009 pak byl zvolen poslancem Knesetu. Ve volbách v roce 2013 se poslancem nestal. Poslanecký mandát získal až ve volbách v roce 2015.